# 生吃 (电影)
《肉獄》（英語：Raw）是一部2016年法國及比利時合拍的恐怖片，由茱莉亞·迪古何諾執導和編劇，加朗斯·马里利埃主演。
該片於2016年5月14日在第69屆坎城影展上首映，後於2017年3月15日在法國上映，並獲得好評。2023年8月，爛番茄將本片列名為「100部最佳2010年代恐怖片」排行榜第16名。

## 劇情
終身素食主義者朱斯蒂娜与她的姐姐亞歷克西婭就讀於同一所獸醫學院，这所獸醫學院也是她們父母相遇的地方。朱斯蒂娜来到学校的第一個晚上，遇到了她的室友阿德里安，他們被迫參加為期一周的“歡迎儀式”，也就是被老同学欺凌。他們被帶到一個聚會上，亞歷克西婭向朱斯蒂娜展示了學生們沐浴在鮮血中的舊班級照片，里面还有她们父母的合照。第二天一早，新同学浑身泼满鲜血，被迫生吃兔腎。朱斯蒂娜因為她的素食主義而拒絕，但亞歷克西婭強迫她吃一個。朱斯蒂娜和阿德里安一起離開，後來發現她全身都長了發癢的皮疹。她去看醫生，醫生診斷她食物中毒，並給了她治療皮疹的藥膏。
第二天，朱斯蒂娜開始想吃肉，這讓她感到羞愧。她和阿德里安深夜去加油站，這樣就不會有人看到她吃肉了。但她仍不滿足，早上又吃了生雞肉，後來还从嘴里吐出了一長束自己的頭髮。那天晚上，亚历克西娅帮朱斯蒂娜用蜡进行阴部脱毛，但是當亚历克西娅准备用鋒利的剪刀剪掉蠟時，朱斯蒂娜將她踢開，亚历克西娅不小心剪斷了自己的手指。亚历克西娅暈倒了，朱斯蒂娜捡起手指，嚐了嚐血的味道，然後開始吃手指。亚历克西娅醒來發現朱斯蒂娜正在吃自己的手指，但後來告訴她們的父母是她养的狗把手指吃掉了。
第二天早上，亚历克西娅帶著朱斯蒂娜來到一條荒涼的路上，亚历克西娅跳到一輛汽車前，導致車裡的兩個人撞到一棵樹上。亞歷克西婭開始吃掉其中一名乘客，好让她妹妹“學習”；然而，朱斯蒂娜却感到沮喪。儘管如此，朱斯蒂娜對人肉的渴望还是與日俱增，她開始對阿德里安產生好感。那天晚上，她參加了一個聚會，作為“歡迎儀式”的另一部分，她被泼油漆，與其他人親熱。接吻的時候，朱斯蒂娜咬掉了他下唇的中部，讓在場的賓客們又是震驚又是厭惡。朱斯蒂娜回到她的宿舍洗了個澡，然後她從牙缝里把他的嘴唇抠出来吃掉了。朱斯蒂娜向阿德里安傾訴，他們最終發生了性關係，在此期間朱斯蒂娜試圖咬阿德里安，但卻咬了自己的手臂，直到大量流血，同时達到了性高潮。
在另一場派對上，朱斯蒂娜喝得酩酊大醉，亞歷克西婭帶她去了太平間。第二天，學校裡的每個人都用异样的眼光盯著朱斯蒂娜看，还有些人避之唯恐不及。阿德里安給她看了一段影片，影片中朱斯蒂娜四肢著地爬行，試圖咬一口屍體的手臂，而亞歷克西婭則慫恿她，引來一群旁观者的噓聲和歡呼。朱斯蒂娜與亚历克西娅對峙並與她打架，最終互相撕咬，直到她们被其他學生拉開。朱斯蒂娜把亚历克西娅扶起來，然後她互相搀扶着回到宿舍。第二天早上，朱斯蒂娜和阿德里安躺在床上醒來，但她發現自己渾身是血。她拉開毯子，發現阿德里安已經死了，他的右腿大部分都被吃掉了，背部也被刺傷。朱斯蒂娜然後看到身上带血的亚历克西娅坐在地板上。
亚历克西娅因謀殺阿德里安而入獄，而朱斯蒂娜則被送回了家。在家裡，朱斯蒂娜的父親告訴她，發生的事情既不是她的錯，也不是亞歷克西婭的錯。他解釋說，當他第一次見到她們的母親時，他不明白她為什麼不想和他在一起。她的父親說，當他們第一次接吻時，他才終於意識到了。他指著他嘴唇上的傷疤，然後解開襯衫，露出身上大片的伤痕，並告訴朱斯蒂娜她會找到解決辦法的。

## 演员
- 加朗斯·马里利埃 饰 朱斯蒂娜
- 艾拉·朗夫 饰 亚历克西娅
- 拉柏·奈特·奧夫利拉 饰 阿德里安
- 洛朗·卢卡斯 饰 父亲
- 乔纳·普雷斯 饰 母亲
- 博利·兰纳斯 饰 司机
- 马里恩·弗努 饰 护士
- 吉恩·路易斯·斯比尔 饰 教授

## 外部連結
- 官方网站
- 互联网电影数据库（IMDb）上《生吃》的资料（英文）
- Box Office Mojo上《生吃》的資料（英文）
- 開眼電影網上《生吃 Raw》的資料（繁體中文）
- 豆瓣电影上《生吃》的資料 （简体中文）